# Amber Rudd

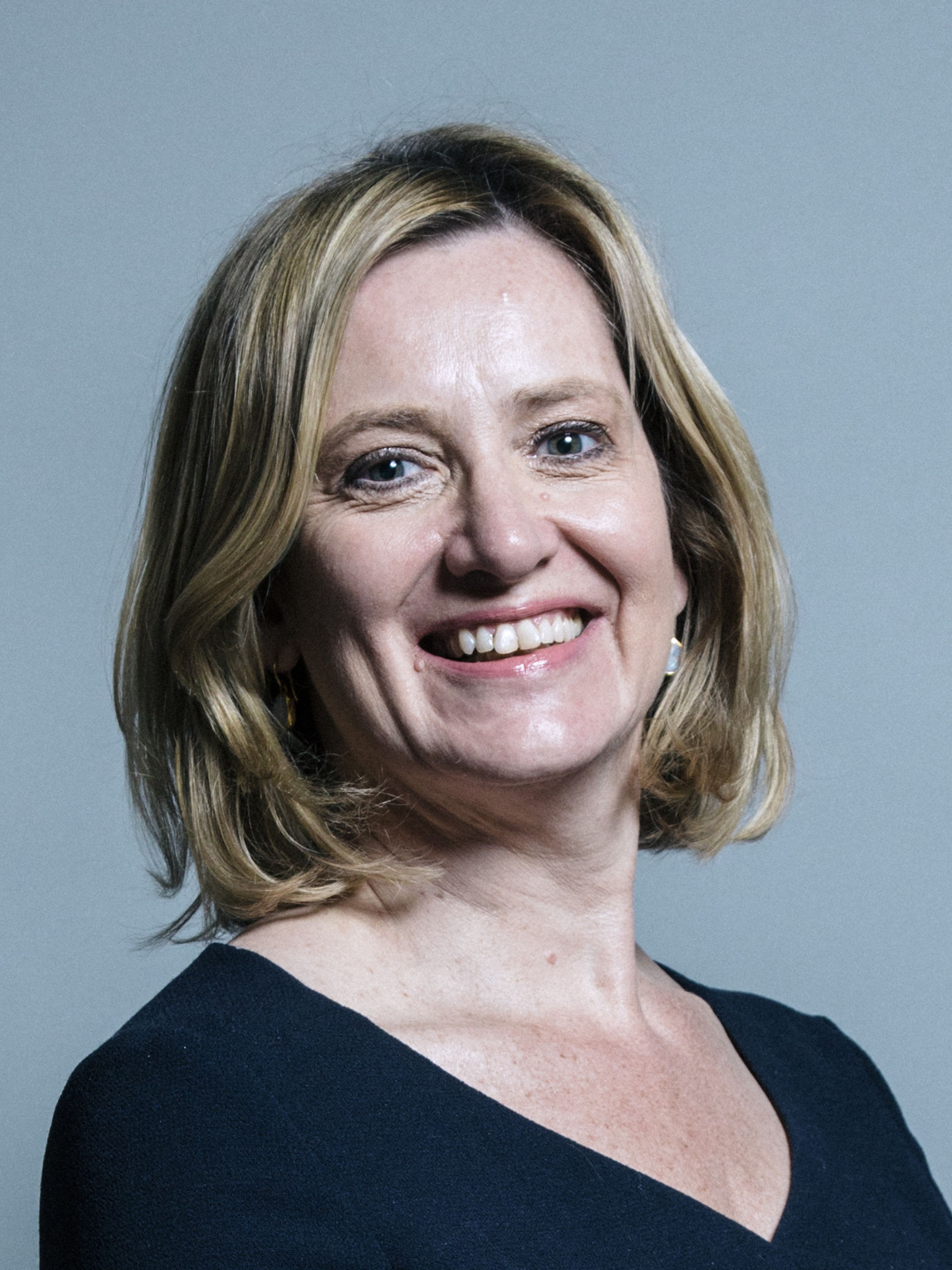
Amber Rudd (2016)

Amber Augusta Rudd (* 1. August 1963 in London) ist eine britische Politikerin, die bis 2019  Mitglied der Conservative Party war. Sie war vom 13. Juli 2016 bis zum 29. April 2018 Innenministerin Großbritanniens und ab dem 16. November 2018 Ministerin für Arbeit und Rente: zunächst im Kabinett May II, dann im Kabinett Boris Johnson I in Nachfolge der zurückgetretenen Esther McVey. Am 7. September 2019 trat sie von ihrem Amt zurück; zugleich trat sie aus der Tory-Fraktion im britischen Unterhaus und aus ihrer Partei aus.

## Leben und Karriere

### Herkunft, Ausbildung, berufliche Laufbahn und  Familie
Amber Rudd ist das jüngste von vier Kindern von Tony Rudd und Ethne Fitzgerald. Sie studierte an der Universität Edinburgh Geschichte und schloss das Studium 1986 mit einem Master ab. Anschließend arbeitete sie in London und New York als Investmentbankerin. Sie ist geschieden und hat eine Tochter und einen Sohn.

### Parlamentarische Karriere
Rudd wurde bei der Wahl im Mai 2010 als Kandidatin des Wahlkreises Hastings and Rye in East Sussex erstmals ins britische Unterhaus gewählt und im Mai 2015 als Abgeordnete wiedergewählt.
Premierminister David Cameron berief sie 2015 als Ministerin für Energie und Klimawandel (Secretary of State for Energy and Climate Change) in sein 2. Kabinett.
Nach Camerons Rücktritt berief Theresa May Rudd als Innenministerin in ihr Kabinett; nach der Unterhauswahl 2017 behielt sie das Amt im Kabinett May II. Im April 2018 geriet sie im Zusammenhang mit Vorgängen um die Kinder der sogenannten „Windrush-Generation“, dem Windrush-Skandal, in die Kritik. Es handelt sich dabei um Einwanderer aus ehemals britischen Kolonien in der Karibik, die britische Regierungen zwischen 1948 und 1971, als Arbeitskräftemangel herrschte, ins Land geholt haben. Viele von ihnen, die bei ihrer Einwanderung noch Kinder waren und auf den Pässen der Eltern einreisten, haben keine britische Pässe beantragt, weil ihren Eltern ein unbegrenztes Aufenthaltsrecht im Vereinigten Königreich zugesichert wurde. In vielen Fällen fehlen allerdings Unterlagen, die das belegen können. Im britischen Innenministerium gab es nun Bestrebungen, diese Menschen als illegale Einwanderer zu betrachten und auszuweisen. Rudd, der vorgeworfen worden war, in der Sache widersprüchliche Angaben gemacht zu haben, trat am 29. April 2018 zurück.
Amber Rudd wurde im Juli 2019 in das Kabinett Boris Johnson als Arbeitsministerin berufen. Sie erklärte am 7. September ihren Rücktritt von diesem Amt und trat zugleich aus der Unterhausfraktion ihrer Partei aus. Sie begründete dies mit der Enttäuschung darüber, dass Johnsons Kabinett viel Arbeit in die Vorbereitungen für einen Austritt aus der EU ohne Abkommen investiere, aber kaum Anstalten mache, eine Vereinbarung mit der EU zu erreichen. Bereits am 8. September 2019 wurde Thérèse Coffey, die bisherige Umweltstaatssekretärin, als Nachfolgerin nominiert.
Am 30. Oktober 2019 kündigte Rudd an, sich bei den Britischen Unterhauswahlen 2019 nicht erneut um einen Sitz bewerben zu wollen.

## Sonstiges
Rudd war die dritte Frau als Innenministerin Großbritanniens (die erste war Jacqui Smith von 2007 bis 2010, die zweite Theresa May von 2010 bis 2016). Sie ist die fünfte Frau, die eines der vier „Great Offices of State“, der vier höchsten Ämter Premierminister, Außenminister, Innenminister oder Schatzkanzler im britischen Kabinett, innehatte; seit 1945 stieg kein anderer Politiker so schnell in eines dieser vier Ämter auf.